# 小奥布林根
小奥布林根（德語：Kleinobringen，發音：[klaɪnˈʔoːbʁɪŋən]）是德国图林根州魏玛地区县曾经的一个市镇，与大奥布林根相邻，面积3.11平方千米，2017年12月31日人口为317人。2019年1月1日，小奥布林根与另外10个市镇合并为新市镇阿姆埃特斯贝格。